# Bruno Streckenbach
Bruno Streckenbach est un officier général allemand (SS-Gruppenführer) de la Seconde Guerre mondiale, né le 7 février 1902 à Hambourg où il est mort le 28 octobre 1977. Il a servi à la fois dans la police SS et dans la Waffen-SS.
Il a été jugé responsable de plusieurs milliers de meurtres commis par les Einsatzgruppen, a été condamné et emprisonné en Union soviétique d'où il a été libéré de manière anticipée.

## Biographie
En dépit de son très jeune âge (16 ans), il est soldat pendant la Première Guerre mondiale ; après le conflit, il est membre des Freikorps.

### Dans la police SS
En 1933, il dirige la police politique de Hambourg après qu'elle est absorbée par la SS, selon les plans de Himmler et Heydrich pour prendre le contrôle de l'ensemble des forces de police dans l'Allemagne nazie.
En octobre 1939, il est nommé Befehlshaber der Sicherheitspoliezi und des SD (BdS) puis envoyé en Pologne dans le Gouvernement général sous le commandement de Friedrich-Wilhelm Krüger. Il reçoit le 8 novembre 1939 de Heinrich Himmler la mission de diriger la  « planification centrale de l'installation et de l'évacuation » (Zentralplanung der Ansiedlung bzw Evakuierung) et rencontre dans ce but le même jour Hans Frank et les HSSPF (Höherer der SS und Polizeiführer) pour préparer la déportation  des Juifs des territoires incorporés au Reich vers des zones à l'Est de la Vistule. Il commande l'Einsatzgruppe 1 avec lequel il organise l'extermination des élites polonaises en 1940, dans le cadre du « plan AB-Aktion » : il est notamment impliqué dans l'arrestation des professeurs de l’université Jagellonne de Cracovie. Il plaide activement en mai 1940 pour le contrôle des « conseils Juifs » (Judenräte) non par l'administration civile de Frank mais par les services de la sûreté (SIPO-SD).
Il est ensuite rappelé à Berlin dans des fonctions administratives.
En janvier 1941, il succède à Werner Best à la tête de l'Amt I (direction de l'organisation et du personnel) au sein du RSHA. Il confirme à Martin Luther au début de 1941, à propos de la question juive, que des préparatifs sont en cours pour une « déportation vers un territoire qui sera prochainement déterminé » dans le but d'une « future solution totale. »
Il est chargé de préparer et constituer les groupes de Einsatzgruppen.
Il est ainsi présent le 20 juin 1941 aux côtés de Heinrich Müller lors de la réunion de tous les officiers des Einsatzgruppen à Pretzsch, sur les bords de l'Elbe, dont l'objectif est de transmettre ses instructions la veille de l'invasion de l'Union soviétique.

### Dans la Waffen SS
Il rejoint en 1942 une unité combattante des Waffen-SS. Il  suit un entrainement dans une unité anti-char. En avril 1943, il commande un bataillon de division anti char. Il remplace en septembre 1943 Hermann Fegelein comme commandant de la 8e division SS Florian Geyer puis à nouveau de janvier à avril 1944 . Il est ensuite nommé commandant de la 19e division SS (lettone no 2) avec laquelle il combat sur le front de l'Est jusqu'à la cessation des hostilités en avril 1945.

### Après guerre

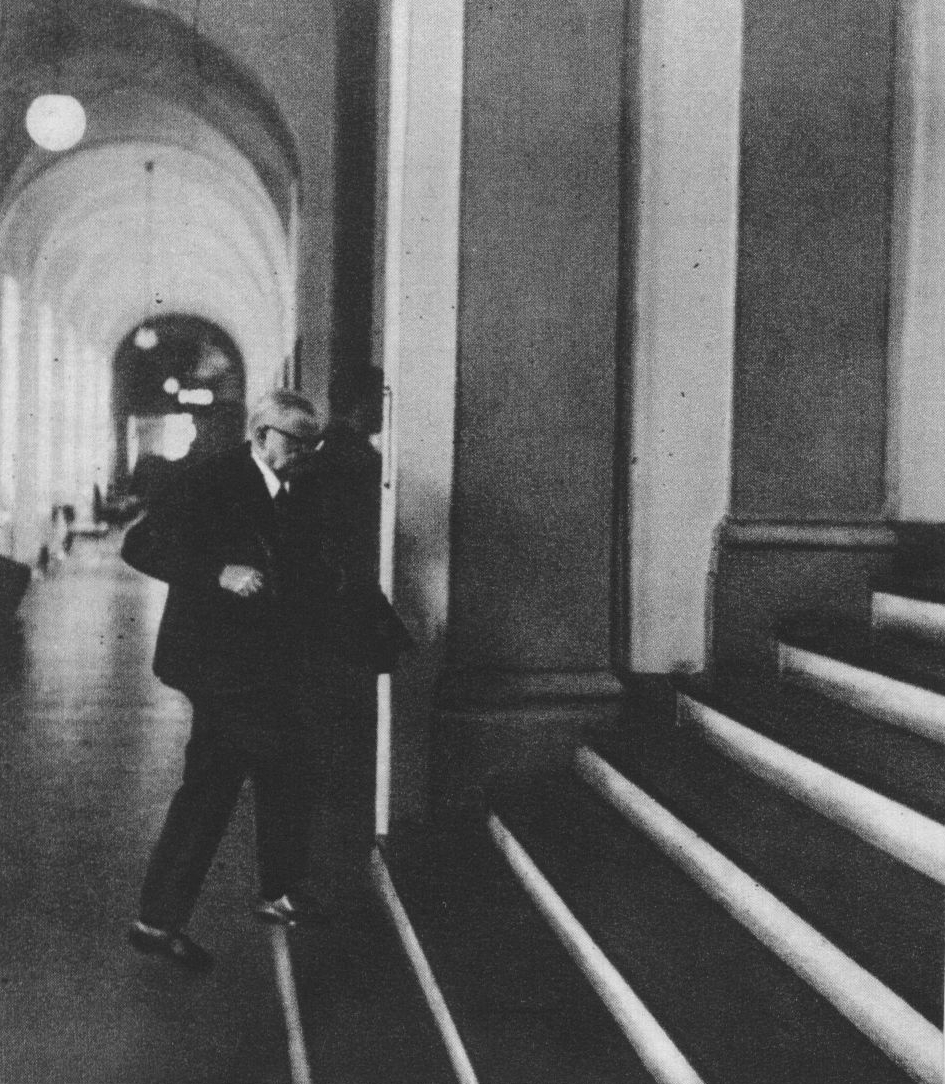
Streckenbach au procès de Ludwig Hahn à Hambourg en 1972.

Fait prisonnier par les Soviétiques, il est condamné en 1952 à 25 ans de prison mais est relâché dès 1955. Il fait l'objet  de poursuites judiciaires en Allemagne de l'Ouest dans les années 1970 mais elles sont abandonnées en raison de sa santé précaire. Il meurt en octobre 1977 à Hambourg.

## Résumé de carrière dans la Sipo
- SS-Sturmführer, 24 décembre 1932
- SS-Hauptsturmführer, 12 juin 1933
- SS-Sturmbannführer, 2 septembre 1933
- SS-Obersturmbannführer, 9 novembre 1933
- SS-Standartenführer, 20 avril 1934
- SS-Oberführer, 13 septembre 1936
- SS-Brigadeführer, 20 avril 1939
- SS-Brigadeführer und Generalmajor der Polizei, 1er janvier 1941
- SS-Gruppenführer und Generalleutnant der Polizei, 9 novembre 1941

## Résumé de carrière dans la réserve de la Waffen-SS
- SS-Untersturmführer, 18 janvier 1943
- SS-Obersturmführer, 1er mars 1943
- SS-Hauptsturmführer, 10 mars 1943
- SS-Sturmbannführer, 11 mars 1943
- SS-Obersturmbannführer, 1er juillet 1943
- SS-Standartenführer, 28 août 1943
- SS-Oberführer, 30 janvier 1944
- SS-Brigadeführer und Generalmajor der Waffen-SS, 1er juillet 1944
- SS-Gruppenführer und Generalleutnant der Waffen-SS, 9 novembre 1944